# Велика-Гостиля
Велика-Гостиля (серб. Велика Гостиља / Velika Gostilja) — село в общине Вишеград Республики Сербской Боснии и Герцеговины. В настоящее время село необитаемо.